# يبي كوفود
يبي كوفود (مواليد 14 مارس 1974) هو سياسي دنماركي عضو في الحزب الاشتراكي الديمقراطي يشغل حالياً منصب وزير الخارجية.